# آني زونيفيلد
وُلدت آني زونيفيلد في كوالالمبور، ماليزيا، وهي مغنية ماليزية أمريكية وكاتبة أغانٍ وناشطة وكاتبة في لوس أنجلوس. نشرت آني ألبومات كاملة خاصة بها مثل «استيقاظ أمة»، و«واحد»، و«أناشيد إسلامية: الاحتفاء بالحياة»، كما أنتجت لغيرها من الفنانين، وشاركت في كتابة أغانٍ فازت بجائزة غرامي. آني هي أول ماليزية تفوز بجائزة غرامي.
آني هي رئيسة ومؤسسة المسلمون من أجل القيم التحررية (MPV) وهي مؤسسة غير ربحية في الولايات المتحدة لها فروع في كندا وأوروبا وتشيلي وأستراليا وماليزيا، والتي تهدف إلى خلق مجتمعات حصرية ترحب وتؤيد التزواج بين أتباع الديانات المختلفة، وزواج المثليين، والأقليات الجنسية والجندرية، بالإضافة إلى الأقليات الطائفية.
آني هي أيضا محررة بجانب فانيسا كريم وأوليفيا صمد في «الهويات الإسلامية التحررية: قصص شخصية من الولايات المتحدة وكندا» وهي مقتطفات من 2011 والتي تتحدث عن مجموعات متنوعة من المسلمين المتحررين، مع مقدمة لأساف ماندفي، والتي نُشرت في الولايات المتحدة من خلال أوراكل ريليسنغ.

## النشأة
وُلدت آني زونيفيلد في كوالالمبور، ماليزيا، بالإضافة إلى خمسة أشقاء آخرين، وترعرعت في ألمانيا ومصر والهند كابنة لسفير ماليزي وزوجته ربة المنزل. في 1981، انتقلت إلى الولايات المتحدة حيث درست الاقتصاد والعلوم السياسية. بعد الجامعة، انتقلت إلى لوس أنجلوس لتعمل كموسيقية بدلا من اتباع خطى والدها كما كان متوقعا منها.

## الموسيقى والنشاط السياسي
كموسيقية وكاتبة أغانٍ ومنتجة، كان لآني مستقبلا مبهرا، إذ أنتجت عدة أغاني بوب للمغنية زيانا زين في ألبوماتها الأولى من 1991 إلى 1994، بالإضافة إلى تلحين عدة تسجيلات بوب لفوزية لطيف وعائشة بنت أبي بكر ولفرقة الشباب Kool في ماليزيا، ثم تعاونت مع سيتي نورهاليزا حيث فازت بعدة جوائز عليا.
في هوليوود، أدى تعاونها مع كيب مو إلى ترشيحها إلى جائزة غرامي، لتصبح أول ماليزية على الإطلاق تُرشح وتفوز بمثل هذه الجائزة. إلا أنه بعد أحداث 11 سبتمبر 2001 في الولايات المتحدة، أصبحت هوية آني المسلمة جزءا كبيرا من هويتها، إذ قادها هذا الأمر إلى إنتاج موسيقى روحية، بما في ذلك ألبوم بعنوان «استيقاظ أمة» والذي تمدح فيه الإسلام بالإضافة إلى تشجيع المسلمين على النهوض بالأسباب التحررية، وبدأت تؤدي في العديد من الأحداث المؤسساتية في جهد لرفع الوعي بالإسلام كدين سلام.
بعد عدة سنوات، انضمت زونيفيلد إلى مسلمين آخرين من خلفية تحررية كعضوة في مجلس اتحاد المسلمين المتحررين في أمريكا الشمالية والذي أُطلق في 15 نوفمبر 2004 في مدينة نيويورك. قبل حل المجلس في 2006، قوبل المجلس بجدل شديد عندما قام في 2005 بتأييد صلاة النساء في الخلاء العام في مدينة نيويورك مما أدى إلى إضرام غضب عالمي.